# Аловов, Ата
Ата Аловов (туркм. Ata Alowow; 1943—2011) — туркменский актёр, режиссёр, драматург. Народный артист (1993) и Заслуженный деятель искусств Туркмении.

## Биография
Родился 24 февраля 1943 года в Кировске Кировского района Ашхабадской области.
В 1964 году окончил ГИТИС, специальность «актёрское мастерство» (мастерская О. Пыжовой и Б. Бибикова). Работал актёром в Ашхабадском театре имени Молланепеса.
В 1977 году окончил режиссёрские курсы Гончарова (Москва). После окончания курсов работал режиссёром, затем главным режиссёром театра им. Молланепеса (Ашхабад). Был основоположником Ашхабадского кукольного театра.
Работал в Министерстве культуры Туркмении. Преподавал актёрское мастерство в Туркменском государственном институте культуры.
Скончался в 2011 году в Ашхабаде.

## Творчество

### Театр
Режиссёрские роботы:
- «Спор» (Джумагельдыев)
- «Материнское поле» (Ч. Айтматов)
- «Ричард III» (У. Шекспир)
- «Насими» (Гуллаев)
- «Хармандяли»

### Кино
- 1968 — Махтумкули — Ораз
- 1969 — Человек за бортом
- 1971 — За рекой — граница — Ата Мурадов — главная роль
- 1975 — Чёрный караван
- 1984 — Фраги — разлучённый со счастьем — шейх Мухаммед
- 1984 — Возвращение покровителя песен — Бакиев
- 1986 — Тайный посол — Карамет
- 1990 — Смерть прокурора — эпизод
- 1992 — Кемине
- 1993 — Охламон — председатель